# 上手出し投げ
上手出し投げ（うわてだしなげ）とは、相撲の決まり手の一つである。上手で相手の廻しを取り、肘で相手の差し手を殺し、廻しを取らないほうの足を引いて、相手を引きずるように自分の前方に投げる技。
この技は相手を地面に這わせて直接勝負を決めるために使われることもあれば、相手を引き摺って後ろを取ったり、あるいは廻しを切るなどして自分の有利な体勢に持ち込むために使われることもある。守りの相撲を取る際も掬い投げなどと併用して重宝される。現役力士では遠藤などの技巧派が得意としている。

## 主な使い手

### 引退した力士
- 安藝ノ海節男
- 東富士欽壹
- 栃錦清隆
- 琴ヶ濱貞雄
- 鶴ヶ嶺昭男
- 栃東知頼
- 旭國斗雄
- 三重ノ海剛司
- 増位山太志郎
- 出羽の花義貴
- 千代の富士貢
- 旭富士正也
- 巨砲丈士
- 多賀竜昇司
- 霧島一博
- 栃東大裕
- 琴光喜啓司
- 日馬富士公平
- 朝赤龍太郎
- 安美錦竜児
- 豪栄道豪太郎
- 鶴竜力三郎
- 白鵬翔

過去には、1981年1月場所の千秋楽に、関脇千代の富士が横綱北の湖を優勝決定戦で破って初優勝を決めた一番。最近では、2006年1月場所の千秋楽に、大関栃東が横綱朝青龍を破って3度目の優勝を決めた一番と、2007年5月場所の千秋楽に、大関白鵬が横綱朝青龍を破って全勝優勝を決め、第69代横綱への昇進を果たした一番が光る。